# Jacobus van Looy

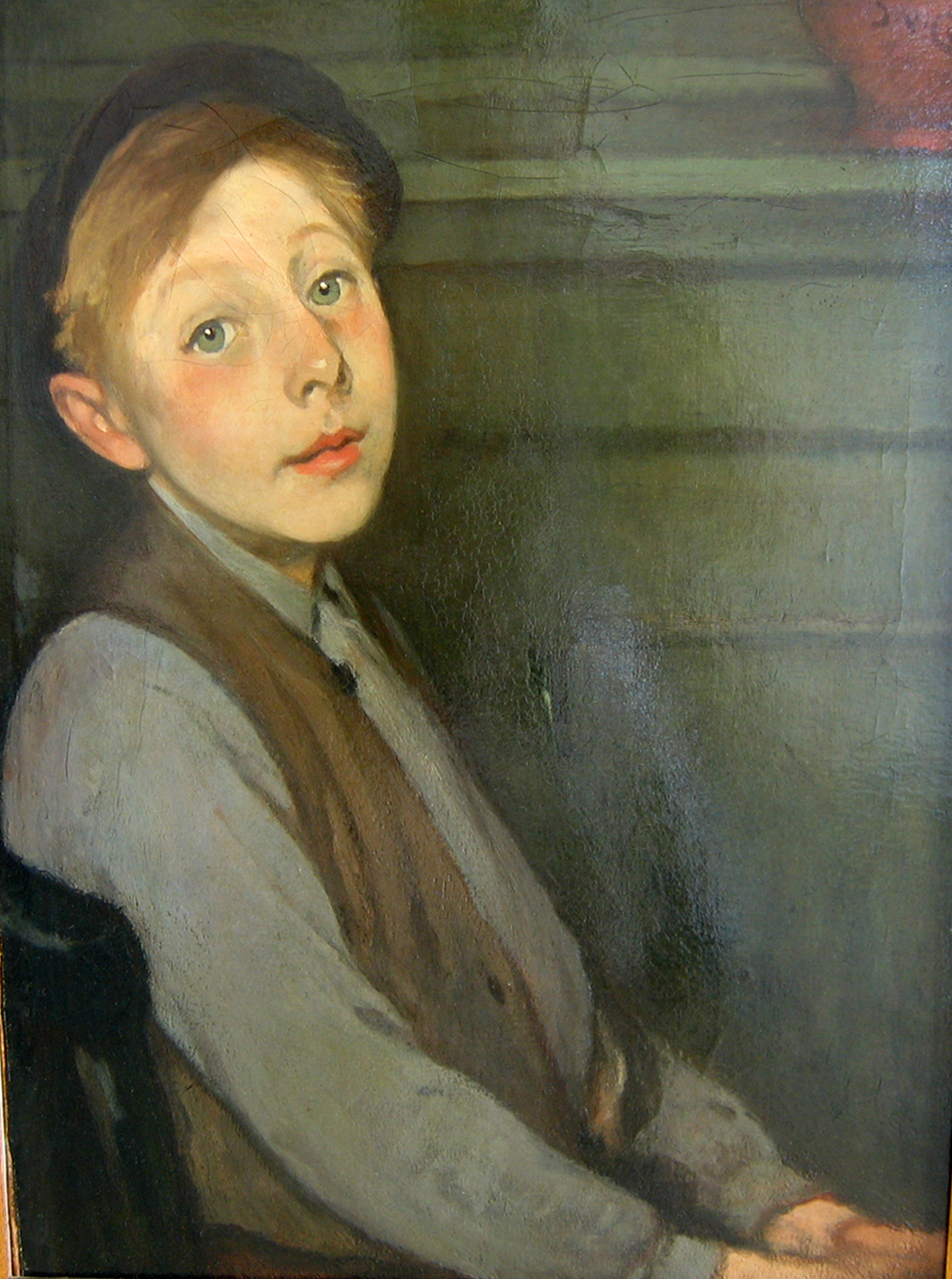
Porträt eines Jungen

Jacobus van Looy (* 12. September 1855 in Haarlem; † 24. Februar 1930 ebenda) war ein niederländischer Genre- und Porträtmaler sowie Schriftsteller.
Van Looy kam als fünfjähriges Waisenkind ins städtische Waisenhaus in Haarlem. Er machte eine Ausbildung zum Anstreicher, konnte aber ab 1877 Unterricht an der Rijksakademie van beeldende kunsten in Amsterdam absolvieren. Er war ein Schüler von August Allebé, Jan Jacob Goteling Vinnis, Dirk Jan Hendrik Joosten und Hendrik Jacobus Scholten.
1884 erhielt er den Prix de Rome, der ihm das Reisen ermöglichte. In den Jahren von 1885 bis 1886 reiste er durch Italien, Spanien und Marokko.
Dort begann er Skizzen zu zeichnen, die in zwei Bänden gesammelt sind. Bis 1894 lebte er in Amsterdam. Nach der Heirat mit Titia van Gelder zog er nach Soest. 1901 verbrachte er ein weiteres Jahr in Spanien und Marokko. Er zog 1913 nach Haarlem zurück, als das Waisenhaus, in dem er aufgewachsen war, zum Frans Hals Museum umgebaut wurde. Er kaufte ein Haus an der Ecke des Haarlemmerhout-Parks. Nach seinem Tod wurde dieses Haus in das Van-Looy-Museum umgewandelt.
Er gehörte viele Jahre zur Redaktion der Literaturmonatsschrift De Nieuwe Gids.
Van Looy war Mitglied der Amsterdamer Künstlervereinigung „Arti et Amicitiae“.
Seine Schüler waren Charlotte Bouten, Chris Huidekooper, Ella Pauw, Johan Vlaanderen und Jan Vogelaar.

## Werke
- Jacobus van Looy: Niets is zoo mooi als zien : Frans Halsmuseum 1998, ISBN 90-400-9293-1